# Augusta Maywood
Augusta Maywood (nata Williams; New York, 5 marzo 1825 – Leopoli, 3 novembre 1876) è stata una ballerina statunitense.

## Biografia
Figlia degli attori teatrali Henry Williams e Martha Bally, prese il cognome del suo patrigno Robert Campbell Maywood in seguito alle seconde nozze di sua madre. Studiò sotto la guida dell'ex ballerino dell'Opéra di Parigi Paul H. Hazard insieme alla sua rivale Mary Ann Lee. Nel 1837, a soli 12 anni, riscosse un gran successo nel ruolo di Zoloe ne La Bayadère di François Auber. Seguirono poi un'esibizione al Park Theatre di New York e un viaggio in Francia, dove ebbe modo di studiare con Jean Coralli all'Opéra di Parigi, ivi debuttando nel 1839 ne Le Diable boiteux in un assolo composto appositamente per lei. Comparve in altre opere di Coralli come La Tarentule e La Gipsy, nonché in Nina (o La Folle par amour) di Louis Milon e ne La Fille mal gardée di Jean Dauberval.
Nel 1840 tentò di scappare con il ballerino Charles Mabille, non presentandosi ad uno spettacolo. Ciò le costò la rescissione del contratto con l'Opéra, ma due anni più tardi la coppia fu ingaggiata al Teatro dell'Opera di Lisbona. In terra lusitana Maywood si esibì in Giselle, La Gipsy, Le Diable amoureux e La Bayadère. Nel 1845 pose fine al suo matrimonio scappando con uno dei suoi amanti, debuttando quindi al Kärntnerthor di Vienna. Seguì Fanny Elssler in Italia, dove avrebbe vissuto per dodici anni, comparendo alla Scala nel Faust di Jules Perrot e in diversi teatri italiani, sfoggiando le sue performance in Rita Gauthier, musicata da Giuseppe Verdi, e nella versione da balletto di Uncle Tom’s Cabin. Nel 1858 si ritirò dalle scene e contrasse un breve matrimonio con Carlo Grandini, mentre l'anno successivo tornò a Vienna, dove divenne insegnante di ballo. Morì di vaiolo a Leopoli, allora parte dell'Impero austro-ungarico e oggi in Ucraina.